# Lü Xianjing
Lü Xianjing (Chinees: 吕先景; pinyin: Lǚ Xiānjǐng) (2 februari 1998) is een Chinees wegwielrenner en mountainbiker.

## Carrière
In 2017 en 2023 won Lü een gouden medaille in de cross-country tijdens de Aziatische kampioenschappen mountainbike. In 2018 en 2020 was hij de beste belofte in diezelfde discipline. In 2023 won hij daarnaast ook de cross-country eliminator. Op de Aziatische Spelen in 2018 was enkel zijn landgenoot Ma Hao beter in de cross-country.
Op de weg won Lü in 2018 het bergklassement in de Ronde van Hainan. In de Ronde van Fuzhou, die twee weken na die in Hainan van start ging, won Lyu de openingsrit. De leiderstrui die hij daaraan overhield moest hij twee dagen later afstaan aan Ilja Davidenok. In 2019 werd hij, achter Jevgeni Giditsj, tweede in de wegwedstrijd tijdens het Aziatische kampioenschap op de weg. In de Ronde van China II, die in september van dat jaar werd verreden, won hij het algemeen klassement. Later die maand nam hij deel aan de wegwedstrijd voor beloften op het wereldkampioenschap, die hij niet uitreed. Terug in China won hij in november een etappe en het bergklassement in de Ronde van Quanzhou Bay. In het eindklassement van de UCI Asia Tour bleef enkel Aleksej Loetsenko hem voor.
In 2022 maakte Lü de overstap naar China Glory, waar Maarten Tjallingii op dat moment de ploegmanager was. Hij nam dat jaar deel aan onder meer de Ronde van Turkije, de Ronde van Langkawi en de wegwedstrijd op het wereldkampioenschap in Wollongong. In 2023, inmiddels zonder Tjallingii aan het roer, won Lü de slotrit in de Ronde van Sakarya. In september won hij de openingsetappe in de Ronde van het Poyangmeer. Zijn leiderstrui verdedigde hij in de overige vier etappes met succes, waardoor hij ook het eindklassement op zijn naam schreef. In maart 2024 won Lü de Grand Prix Syedra Ancient City, een Turkse eendagskoers met aankomst heuvelop.

## Overwinningen
2017
 Aziatisch kampioen cross-country, elite
2018
 Aziatisch kampioen cross-country, beloften
Bergklassement Ronde van Hainan
1e etappe Ronde van Fuzhou
2019
Eindklassement Ronde van China II
3e etappe Ronde van Quanzhou Bay
Bergklassement Ronde van Quanzhou Bay
 Aziatisch kampioenschap op de weg, elite
2020
 Aziatisch kampioen cross-country, beloften
2023
3e etappe Ronde van Sakarya
1e etappe Ronde van het Poyangmeer
Eindklassement Ronde van het Poyangmeer
 Aziatisch kampioen cross-country, elite
 Aziatisch kampioen cross-country eliminator, elite
2024
Grand Prix Syedra Ancient City
2e etappe Ronde van Sakarya
 Aziatisch kampioenschap op de weg, elite
2025
 Aziatisch kampioen op de weg, elite

## Resultaten in voornaamste wedstrijden
| Jaar |  | WK op de weg |
| ---- |  | ------------ |
| 2022 |  | opgave       |
| 2023 |  |              |
| 2024 |  | opgave       |

## Ploegen
- 2018 –  Hengxiang Cycling Team
- 2019 –  Hengxiang Cycling Team
- 2020 –  Hengxiang Cycling Team
- 2021 –  CFC Continental Team
- 2022 –  China Glory Continental Cycling Team
- 2023 –  China Glory Continental Cycling Team
- 2024 –  China Glory-Mentech Continental Cycling Team
- 2025 –  China Glory-Mentech Continental Cycling Team

Chen · Gui · Liu · Lyu · Ma · Vosekalns · Wang · Yan · Zhang · Zhao